# 冠山
冠山（英語：Mount Kammuri），是南極洲的山峰，位於毛德皇后地的哈拉爾王子海岸，處於長東山東南面3公里，屬於朗霍夫德山的一部分，海拔高度340米，根據日本探險隊的測量和拍攝的空中照片繪入地圖，現時由南極條約體系管理。

## 外部連結
- . . United States Geological Survey.   [2013-04-12].
- 本条目引用的公有领域材料来自美国地质调查局的文档《冠山》 （資料來自地名信息系统）。

69°13′S 39°45′E / 69.217°S 39.750°E